# Бранивое Йованович
Бранивое Йованович, известен като войвода Брана (на сръбски: Бранивоје Јовановић-Брана или Branivoje Jovanović-Brana), е сръбски революционер, деец на Сръбската въоръжена пропаганда в Македония от началото на XX век.

## Биография
Роден е в околностите на Пожаревац. Завършва основно образование, след което гимназия и военна академия в Белград. Влиза като един от първите четници на сръбската пропаганда в Македония. Участва в нападението над Челопек на 16 април 1905 година, което му печели популярност. На 30 май 1905 година четата на Богдан Югович Хайнц и Боривое Йованович е обградена от османски войски в село Петралица. След еднодневно сражение загиват двамата войводи и всички четници с изключение на един.
В 1923 година в Петралица е издигнат паметник на мястото на сражението, а в 1925 г. втори в петраличката църква.. В периода между двете световни войни във Вардарска Македония се играе популярната драматична постановка Войводата Брана. Същото име носи улица в Белград.